# Daniel Malan
Daniel François Malan (22 de maig de 1874 - 7 de febrer de 1959) va ser un primer ministre de Sud-àfrica. Se'l considera el màxim exponent del nacionalisme afrikaner racista. Sota el seu govern es van començar a implementar les polítiques de l'apartheid. La seva família, d'origen francès, provenia del poble provençal de Merindòu, on sempre es troba el «Mas dels Malan».
Malan des de jove va ser un fervent defensor de l'afrikaans, el qual era un idioma emergent davant el més difós neerlandès. El 1905 es va ordenar com a sacerdot de l'església Nederlandse Hervormde Kerk (Església Neerlandesa Reformada) i va ser destinat a Montagu on va romandre fins al 1915. Amb certa freqüència va viatjar en missions evangelitzadores al Congo Belga i a Rhodèsia.
El 1915 Malan va ingressar al Partit Nacional (afrikaans:Nasionale Party) i es va convertir en el primer editor del diari  Die Burger, alineat amb la causa nacionalista. El 1918 es va fer líder del partit al districte del Cap de Bona Esperança i va ser elegit com a membre del parlament.
El 1924 quan el partit va guanyar les eleccions sota el lideratge de James Hertzog, Malan va passar a ocupar el càrrec de Ministre de l'Interior, Educació i Salut Pública; càrrec que va mantenir fins al 1933. Malan va estar a l'avantguarda de l'esforç per substituir el neerlandès per l'afrikaans en la constitució.
El 1934 el partit es va unir amb el seu rival i van formar el nou Partit Unit. Malan, descontent per aquesta fusió, va fundar un nou partit amb l'antic nom Partit Nacional, el qual ell descrivia com el Partit Nacional «purificat».
El 1948 Malan va arribar al poder, en guanyar el seu partit les eleccions. Durant els següents sis anys el seu govern va instaurar les bases del que seria el fonament de les polítiques racistes de l'apartheid (polítiques que van romandre en efecte fins a principis de la dècada de 1990).
Malan es va retirar de la política el 1954 a l'edat de 80 anys. Va morir cinc anys més tard a casa a Stellenbosch.